# 高达奇
高达奇，是匈牙利绍莫吉州所辖的一个村。总面积3.86平方公里，总人口82，人口密度21.2人/平方公里（2011年1月1日）。